# Bethesda Dam (Antigua)
Der Bethesda Dam ist ein Speichersee im St. Paul’s Parish im Südosten der Karibikinsel Antigua.

## Lage und Landschaft
Der See liegt direkt westlich des Orts Bethesda, unweit der Willoughby Bay. Der See ist etwa 500 Meter lang. Im Süden erheben sich die buschbestandenen Ausläufer des Monks Hill, nordwestlich erstreckt sich Ackerland.

## Funktion und Geschichte
Bethesda ist mit einer Speicherkapazität von etwa 660.000 m³ der zweitgrößte Speichersee der Insel und versorgt die Landwirtschaftzone, die sich von Bethesda landeinwärts erstreckt.
Der wesentlich größere Potworks Dam nördlich dient der kommunalen Wasserversorgung (Trinkwasser), womit Bethesda das größte landwirtschaftliche Reservoir ist. Die Insel Antigua leidet – im Unterschied zu den anderen Karibikinseln – unter Trockenheit, sodass die Speicherseen von großer Wichtigkeit sind.
Das Bethesda-Reservoir enthält knapp 10 % der gesamten Speicherkapazität der Insel (etwa 7 Mio. m³ ), und knapp die Hälfte des landwirtschaftlichen Speichernutzwassers (1,5 Mio. m³).
Der Bethesda Dam wurde in den späteren 1970ern gebaut. Mit dem Wasser können heute etwa 30 Hektar Anbaufläche berieselt werden. In Notzeiten wird das Wasser auch in die Wasseraufbereitungsanlage Delapps Water Treatment Plant des Potworks Dam eingespeist – so während der großen Dürre 1984, als jener weitgehend trockengefallen war. Auch Bethesda war am Ende des Sommers erschöpft.

## Naturschutz
Der See ist auch für den Naturschutz interessant geworden, inzwischen finden sich unter anderem Populationen der Kubapfeifgans (Dendrocygna arborea) und des Karibenblässhuhns (Fulica caribaea), zweier bedrohter Vogelarten. Am See wurde daher 2007 von BirdLife International ein Important Bird Area (AG012 Bethesda Dam) mit 1 ha beschrieben, nach den Kriterien A1 (bedrohte Tierart), A2 (lokale/endemische Tierart), A4i (mindestens 1 % der Population). Eine nationale Unterschutzstellung steht noch aus.